# Próspero (satélite)
Próspero, também designado como Urano XVIII, é um satélite irregular retrógrado de Urano. Foi descoberto por Matthew J. Holman e sua equipe em 18 de julho de 1999 e recebeu a designação provisória S/1999 U 3. Foi nomeado a partir de um personagem da obra de William Shakespeare A Tempestade.
Próspero tem 50 quilômetros de diâmetro, e orbita Urano a uma distância média de 16 276 800 km em 1 978,37 dias. Seus parâmetros orbitais sugerem que ele pode pertencer ao mesmo grupo dinâmico de Sicorax e Setebos, sugerindo origem comum.
No entanto, essa possibilidade não é suportada pelas cores observadas. Próspero aparece neutro (cinza) na luz visível (índices de cor B-V=0,80, R-V=0,39), parecido com Setebos mas diferente de Sicorax (que é vermelho-claro).